# RSA

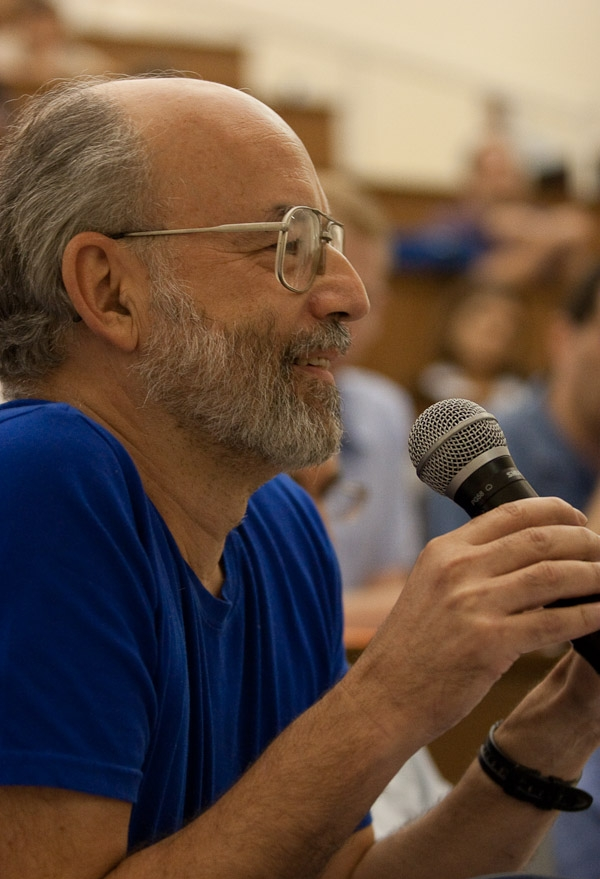
Adi Šamir (2009), jeden ze tří spoluautorů algoritmu RSA

RSA (zkratka pro Rivest–Shamir–Adleman) je šifra s veřejným klíčem založená na faktorizaci (rozkladu na prvočísla). Pochází z roku 1977 a byla tehdy prvním známým algoritmem, který umožňoval zároveň vytvářet elektronický podpis (jako např. DSA) a zároveň i šifrovat (jako např. DES). Zkratka RSA jsou první písmena tvůrců (Ronald L. Rivest, Adi Šamir a Leonard Adleman). Nejrozšířenější využití RSA šifry je ve webových prohlížečích pro HTTPS (protokol SSL/TLS pro zabezpečený přístup k webovým stránkám). Šifra RSA čelila v minulosti několika bezpečnostním problémům, které způsobily nutnost prodloužení šifrovacích klíčů. Jejím nástupcem pro webové digitální certifikáty je šifra ECDSA.

## Historie
Stejný systém šifrování jako RSA vyvinul v utajení již v roce 1973 britský matematik Clifford Cocks pro zpravodajskou službu Government Communications Headquarters (GCHQ), což bylo odtajněno v roce 1997. Ideu asymetrické kryptografie se dvěma klíči publikoval v roce 1976 Whitfield Diffie a Martin Hellman, ale nedotáhli do konce ideu jednosměrné funkce. Funkční asymetrickou šifru RSA veřejně publikovali v roce 1977 pod hlavičkou institutu MIT výzkumníci Ronald L. Rivest, Adi Šamir a Leonard Adleman po předchozím dlouhém hledání vhodné jednosměrné funkce. Patent získal institut MIT 20. září 1983 (pouze pro území USA), ale protože byla později uveřejněna práce matematika Clifforda Cocka, nebyl patent od roku 1997 fakticky platný. Tehdejší sedmnáctiletá platnost patentové ochrany vypršela v roce 2000, ale krátce před jejím vypršením firma RSA Security algoritmus zveřejnila.

## Princip
Bezpečnost RSA je postavena na předpokladu, že rozložit velké číslo na součin prvočísel (faktorizace) je velmi obtížná úloha. Z čísla {\displaystyle n=pq} je tedy v rozumném čase prakticky nemožné zjistit činitele {\displaystyle p} a {\displaystyle q}, neboť není znám žádný algoritmus faktorizace, který by pracoval v polynomiálním čase vůči velikosti binárního zápisu čísla {\displaystyle n}. Naproti tomu násobení dvou velkých čísel je elementární úloha.

## Popis činnosti algoritmu
Alice a Bob chtějí komunikovat prostřednictvím otevřeného (nezabezpečeného) kanálu a Bob by chtěl Alici poslat soukromou zprávu.

### Tvorba klíčového páru
Nejprve si bude Alice muset vyrobit pár veřejného a soukromého klíče:
1. Zvolí dvě různá velká náhodná prvočísla {\displaystyle p} a {\displaystyle q}.
2. Spočítá jejich součin {\displaystyle n=pq}.
3. Spočítá hodnotu Eulerovy funkce {\displaystyle \varphi (n)=(p-1)(q-1)}.
4. Zvolí celé číslo {\displaystyle e} menší než {\displaystyle \varphi (n)}, které je s {\displaystyle \varphi (n)} nesoudělné.
5. Nalezne číslo {\displaystyle d} tak, aby platilo {\displaystyle de\equiv 1{\pmod {\varphi (n)}}}, kde symbol {\displaystyle \equiv } značí kongruenci zbytkových tříd.
6. Jestli {\displaystyle e} je prvočíslo, tak {\displaystyle d={\frac {1+r\cdot \varphi (n)}{e}}}, kde {\displaystyle r=(e-1)\varphi (n)^{e-2}}

Veřejným klíčem je dvojice {\displaystyle (n,e)}, přičemž {\displaystyle n} se označuje jako modul, {\displaystyle e} jako šifrovací či veřejný exponent. Soukromým klíčem je dvojice {\displaystyle (n,d)}, kde {\displaystyle d} se označuje jako dešifrovací či soukromý exponent. V praxi se klíče uchovávají v mírně upravené formě, která umožňuje rychlejší zpracování. Veřejný klíč poté Alice uveřejní, respektive zcela otevřeně pošle Bobovi. Soukromý klíč naopak uchová v tajnosti.
V bodě 5 je použit rozšířený Eukleidův algoritmus na {\displaystyle e} a {\displaystyle \varphi (n)}, čímž nalezneme {\displaystyle d} a {\displaystyle c} do rovnice {\displaystyle de+c\varphi (n)=1}.

### Zašifrování zprávy
Bob nyní chce Alici zaslat zprávu {\displaystyle M}. Tuto zprávu převede nějakým dohodnutým postupem na číslo {\displaystyle m} ({\displaystyle m<n}). Šifrovým textem odpovídajícím této zprávě pak je číslo
{\displaystyle c=m^{e}\mod n}
Tento šifrový text poté zašle nezabezpečeným kanálem Alici.

### Dešifrování zprávy
Alice od Boba získá šifrovaný text {\displaystyle c}. Původní zprávu {\displaystyle m} získá následujícím výpočtem:
{\displaystyle m=c^{d}\mod n}
Fakt, že je výsledek tohoto výpočtu původní zprávou, je důsledek následující rovnosti:
{\displaystyle c^{d}\equiv (m^{e})^{d}\equiv m{\pmod {n}}}
A jelikož {\displaystyle ed\equiv 1{\pmod {p-1}}} a {\displaystyle ed\equiv 1{\pmod {q-1}}}, díky malé Fermatově větě platí, že
{\displaystyle (m^{e})^{d}\equiv m^{1+c(p-1)}\equiv m^{1}(m^{p-1})^{c}\equiv m\cdot 1^{c}\equiv m{\pmod {p}}}
a zároveň
{\displaystyle (m^{e})^{d}\equiv m{\pmod {q}}}
Jelikož {\displaystyle p} a {\displaystyle q} jsou různá prvočísla, pomocí čínské věty o zbytcích je dáno
{\displaystyle (m^{e})^{d}\equiv m{\pmod {pq}}}
Tudíž
{\displaystyle c^{d}\equiv m{\pmod {n}}}
Hodnoty {\displaystyle m{\pmod {p}}} ani {\displaystyle m{\pmod {q}}} se při dešifrování nepočítají, slouží pouze pro důkaz správnosti dešifrování spolu s čínskou větou o zbytcích. Kongruence platí i pro {\displaystyle m>p} a {\displaystyle m>q}.

### Příklad
V tomto příkladu jsou pro jednoduchost použita extrémně malá čísla, v praxi se používají o mnoho řádů větší.
- {\displaystyle p=61}; {\displaystyle q=53} (dvě náhodná prvočísla, soukromá)
- {\displaystyle n=pq=3233} (modul, veřejný)
- {\displaystyle e=17} (veřejný, šifrovací exponent – číslo menší a nesoudělné s {\displaystyle \varphi (n)=60\cdot 52=3120})
- {\displaystyle d=2753} (soukromý, dešifrovací exponent – tak aby {\displaystyle de\equiv 1{\pmod {\varphi (n)}}})

Pro zašifrování zprávy 123 probíhá výpočet:
{\displaystyle 123^{17}\mod 3233=855}
Pro dešifrování pak:
{\displaystyle 855^{2753}\mod 3233=123}

### Útoky proti RSA
- Pokud je pro šifrování použita nízká hodnota exponentu {\displaystyle e} (např. {\displaystyle e=3}) a nízké hodnoty {\displaystyle m} je výsledek {\displaystyle m^{e}} nižší než {\displaystyle n}. V tomto případě může být dešifrovaná hodnota (například text rezprezentovaný číselně) získána jako {\displaystyle e}-tá odmocnina zašifrované hodnoty (textu).
- Pokud je stejná nezašifrovaná zpráva po zašifrování poslána {\displaystyle e} nebo více příjemcům a příjemci mají stejné {\displaystyle e}, ale jiné {\displaystyle p}, {\displaystyle q}, a tím pádem i {\displaystyle n}, potom je možné původní zprávu snadno dešifrovat pomocí Čínské věty o zbytcích. Johan Hastad zjistil, že tento útok je možný i v případě, že zprávy nejsou stejné, ale útočník zná lineární vztah mezi nimi. Tento útok byl dále vylepšen Donem Coppersmithem.
- Protože šifra RSA je deterministický šifrovací algoritmus (tj. nemá žádnou náhodnou část) útočník může zkusit generovat pravděpodobný text zprávy, následně jej zašifruje pomocí veřejného klíče a porovná jej se zašifrovaným textem. Šifra je nazývána sémanticky bezpečnou, pokud útočník není schopen rozlišit od sebe dva zašifrované texty i když zná (nebo zkouší) původní text. Šifra RSA bez náhodného doplnění není sémanticky bezpečná.
- Vlastností RSA je, že násobek dvou zašifrovaných hodnot (textů) je roven zašifrování násobku dvou jejich původních hodnot (textů). Tedy {\displaystyle m_{1}^{e}m_{2}^{e}\equiv (m_{1}m_{2})^{e}{\pmod {n}}}. Kvůli této vlastnosti je možný útok pomocí luštění se znalostí vybraných původních hodnot (textů). Tj. útočník, který chce zjistit obsah zašifrovaného textu {\displaystyle c\equiv m^{e}{\pmod {n}}} může požádat držitele soukromého klíče aby odšifroval nevině vypadající zašifrovaný text {\displaystyle c'\equiv cr^{e}{\pmod {n}}} pro nějakou hodnotu {\displaystyle r} vybranou útočníkem. Kvůli této vlastnosti {\displaystyle c} je zašifrování {\displaystyle mr{\pmod {n}}}. Tedy pokud je útočník při tomto útoku úspěšný, dozví se {\displaystyle mr{\pmod {n}}}, z čehož může odvodit zprávu {\displaystyle m} násobením {\displaystyle mr} modulární inverzí {\displaystyle r} modulo {\displaystyle n}.
- Pseudonáhodná čísla nejsou náhodná. Ovlivněním generátoru pseudonáhodných čísel lze dosáhnout prolomení.[zdroj?]

### Schéma doplnění
Aby se předešlo problémům, tak se v praktické implementaci RSA používají nějaké strukturované náhodné posunutí hodnoty {\displaystyle m} než je zašifrována. Toto posunutí zaručuje, že {\displaystyle m} nebude spadat do rozsahu nebezpečných původních textů, a že se daná zpráva po posunutí zašifruje do různých možných zašifrovaných textů.
Standardy jako PKCS#1 byly pečlivě navrženy, aby bezpečně posunuly zprávu před RSA zašifrováním. Protože tato schémata posunují nezašifrovaný text {\displaystyle m} nějakým množstvím přidaných bitů, velikost neposunuté zprávy {\displaystyle M} musí být o tolik menší. Schémata pro RSA posunutí musí být pečlivě navržena, aby zabránila sofistikovaným útokům, které by mohly být založené na předvídatelné struktuře zprávy. Rané verze standardu PKCS#1 (do verze 1.5) užívaly konstrukci, která vypadala jako sémanticky bezpečná, ale na Eurokriptu 2000 Coron et al. ukázal, že pro některé typy zpráv toto doplnění neposkytuje dostatečnou úroveň zabezpečení. Navíc na Crypto 1998 Bleichenbacher ukázal, že tato verze je náchylná k praktickému adaptivnímu útoku se znalostí vybraných otevřených textů. Pozdější verze používají Optimal Asymmetric Encryption Padding (OAEP), aby předešly tomuto typu útoku. Z toho důvodu by OAEP mělo být použito ve všech nových aplikacích a PKCS#1 v1.5 doplňování by mělo být nahrazeno kdekoli je to možné. PKCS#1 standard také obsahuje schémata navržená tak, aby poskytovala dodatečnou bezpečnost pro RSA podpisy.

### Vygenerování chybného klíče
Hledání velkých prvočísel {\displaystyle p} a {\displaystyle q} se provádí testováním náhodných čísel správné velikosti pomocí Testů prvočíselnosti (např. Millerův-Rabinův), které rychle eliminují prakticky všechna neprvočísla.
Čísla {\displaystyle p} a {\displaystyle q} by neměla být „příliš blízko“, jinak je Fermatova faktorizace pro {\displaystyle n} úspěšná, pokud {\displaystyle p-q}, například je méně než {\displaystyle 2n^{\frac {1}{4}}} (což i pro malé 1024bitové hodnoty {\displaystyle n} je {\displaystyle 3\cdot 10^{77}}) řešení pro {\displaystyle p} a {\displaystyle q} je triviální. Navíc, pokud {\displaystyle p-1} nebo {\displaystyle q-1} jsou násobky pouze malých prvočísel, {\displaystyle n} může být rychle rozloženo Pollardovým {\displaystyle p-1} algoritmem, a tyto hodnoty {\displaystyle p} nebo {\displaystyle q} by tedy neměly být použity. Nejsou známy žádné útoky proti malé hodnotě veřejného exponentu jako např. {\displaystyle e=3}, pokud je použito správné doplnění. Ale pokud doplnění použito není nebo je špatně implementováno, malý veřejný exponent způsobuje větší riziko. Běžně používaná hodnota {\displaystyle e} je 65537, což je považováno za kompromis mezi ochranou proti potenciálnímu útoku proti malému exponentu a efektivitou šifrování (nebo podpisu).

### Digitální podpis
Algoritmus RSA lze snadno využít pro digitální podpis. Základním principem takového využití je „opačné“ použití šifry – pokud Alice chce poslat Bobovi podepsanou zprávu, připojí k ní číslo získané „dešifrováním“ haše své zprávy pomocí svého soukromého klíče. Bob poté jakoby zpětně „zašifruje“ tento podpis pomocí Alicina veřejného klíče a porovná výsledek s hašem zprávy. Pokud zpráva nebyla změněna, vyjde stejná hodnota, neboť algoritmus je z hlediska šifrování i dešifrování symetrický (lze zaměnit {\displaystyle e} a {\displaystyle d}). Jelikož jediný, kdo zná tajný klíč Alice, je Alice, je tím zaručeno, že ho zašifrovala Alice.